# Переписна область №16 (Манітоба)
Переписна область №16 (англ. Division No. 16) — переписна область в Канаді, у провінції Манітоба.

## Населення
За даними перепису 2016 року, переписна область нараховувала 9848 жителів, показавши скорочення на 0,8%, порівняно з 2011-м роком. Середня густина населення становила 2,1 осіб/км².
З офіційних мов обидвома одночасно володіли 245 жителів, тільки англійською — 9 460, тільки французькою — 5, а 5 — жодною з них. Усього 955 осіб вважали рідною мовою не одну з офіційних, з них 145 — одну з корінних мов, а 375 — українську.
Працездатне населення становило 60,5% усього населення, рівень безробіття — 6,1% (7,6% серед чоловіків та 4,3% серед жінок). 75,1% були найманими працівниками, 23,4% — самозайнятими.
Середній дохід на особу становив $38 119 (медіана $27 281), при цьому для чоловіків — $44 173, а для жінок $32 067 (медіани — $32 512 та $24 313 відповідно).
27,8% мешканців мали закінчену шкільну освіту, не мали закінченої шкільної освіти — 34%, 38,1% мали післяшкільну освіту, з яких 21,4% мали диплом бакалавра, або вищий.
| Статево-вікова структура населення | Статево-вікова структура населення | Статево-вікова структура населення | Статево-вікова структура населення | Статево-вікова структура населення |
| ---------------------------------- | ---------------------------------- | ---------------------------------- | ---------------------------------- | ---------------------------------- |
|                                    |                                    |                                    |                                    |                                    |
| Всього                             | Всього                             | 49,7%50,3%                         |                                    |                                    |
| 0 — 14 років                       | 0 — 14 років                       |                                    | 19,3%                              | 19,3%                              |
| 15 — 64 років                      | 15 — 64 років                      |                                    | 59,5%                              | 59,5%                              |
| 65 і більше                        | 65 і більше                        |                                    | 21,3%                              | 21,3%                              |
| 85 і більше                        | 85 і більше                        |                                    | 4%                                 | 4%                                 |
| 100 і більше                       | 100 і більше                       |                                    | 0,1%                               | 0,1%                               |
| Середній вік (років)               | Середній вік (років)               | 41,342,9                           | 42,1                               | 42,1                               |
| Медіана (років)                    | Медіана (років)                    | 42,144,7                           | 43,5                               | 43,5                               |
| — чоловіки — жінки                 |                                    |                                    |                                    |                                    |

| Походження мешканців:     | Походження мешканців:     | Походження мешканців: | Походження мешканців: | Походження мешканців: |
| ------------------------- | ------------------------- | --------------------- | --------------------- | --------------------- |
| Походження                |                           |                       | осіб                  | %                     |
| Корінні американці        | Корінні американці        |                       | 2 970                 | 30.83%                |
| Інше північноамериканське | Інше північноамериканське |                       | 1 770                 | 18.37%                |
| Європейське               | Європейське               |                       | 6 625                 | 68.76%                |
| британське                | британське                |                       | 3 345                 | 34.72%                |
| французьке                | французьке                |                       | 910                   | 9.44%                 |
| українське                | українське                |                       | 2 380                 | 24.7%                 |
| Карибське                 | Карибське                 |                       | 20                    | 0.21%                 |
| Африканське               | Африканське               |                       | 20                    | 0.21%                 |
| Азійське                  | Азійське                  |                       | 215                   | 2.23%                 |

| Зайнятість населення за галузями (за класифікацією NOC): | Зайнятість населення за галузями (за класифікацією NOC): | Зайнятість населення за галузями (за класифікацією NOC): | Зайнятість населення за галузями (за класифікацією NOC): | Зайнятість населення за галузями (за класифікацією NOC): |
| -------------------------------------------------------- | -------------------------------------------------------- | -------------------------------------------------------- | -------------------------------------------------------- | -------------------------------------------------------- |
|                                                          |                                                          |                                                          |                                                          |                                                          |
| Управління                                               | Управління                                               |                                                          | 19,8%                                                    | 19,8%                                                    |
| Бізнес, фінанси та адміністрування                       | Бізнес, фінанси та адміністрування                       |                                                          | 11,2%                                                    | 11,2%                                                    |
| Природничі та прикладні науки                            | Природничі та прикладні науки                            |                                                          | 2,2%                                                     | 2,2%                                                     |
| Охорона здоров'я                                         | Охорона здоров'я                                         |                                                          | 7%                                                       | 7%                                                       |
| Освіта, правозахист, муніципальні та урядові служби      | Освіта, правозахист, муніципальні та урядові служби      |                                                          | 10,4%                                                    | 10,4%                                                    |
| Мистецтво, культура, відпочинок та спорт                 | Мистецтво, культура, відпочинок та спорт                 |                                                          | 0,9%                                                     | 0,9%                                                     |
| Роздрібна торгівля та послуги                            | Роздрібна торгівля та послуги                            |                                                          | 19,3%                                                    | 19,3%                                                    |
| Гуртова торгівля, транспорт та обладнання                | Гуртова торгівля, транспорт та обладнання                |                                                          | 18,2%                                                    | 18,2%                                                    |
| Природні ресурси, сільське господарство                  | Природні ресурси, сільське господарство                  |                                                          | 9,3%                                                     | 9,3%                                                     |
| Виробництво                                              | Виробництво                                              |                                                          | 1,8%                                                     | 1,8%                                                     |

## Населені пункти
До переписної області входять муніципалітети Рассел-Бінскарт, Россберн, Гіллсбурґ-Роблін-Шелл-Рівер, індіанська резервація Веллі-Рівер 63A, а також хутори, інші малі населені пункти та розосереджені поселення.

## Клімат
Середня річна температура становить 1,1°C, середня максимальна – 22,1°C, а середня мінімальна – -25,9°C. Середня річна кількість опадів – 496 мм.
| Клімат поселення                              | Клімат поселення | Клімат поселення | Клімат поселення | Клімат поселення | Клімат поселення | Клімат поселення | Клімат поселення | Клімат поселення | Клімат поселення | Клімат поселення | Клімат поселення | Клімат поселення | Клімат поселення |
| Показник                                      | Січ.             | Лют.             | Бер.             | Квіт.            | Трав.            | Черв.            | Лип.             | Серп.            | Вер.             | Жовт.            | Лист.            | Груд.            |                  |
| Середній максимум, °C                         | −12,8            | −8,49            | −1,73            | 8,38             | 16,70            | 21,97            | 22,08            | 21,18            | 15,43            | 8,47             | −1,65            | −10,84           |                  |
| Середня температура, °C                       | −19,33           | −15              | −8,26            | 1,83             | 10,17            | 15,42            | 17,67            | 16,76            | 11,01            | 4,06             | −6,06            | −15,26           |                  |
| Середній мінімум, °C                          | −25,86           | −21,52           | −14,78           | −4,69            | 3,60             | 8,90             | 13,25            | 12,36            | 6,60             | −0,36            | −10,48           | −19,67           |                  |
| Норма опадів, мм                              | 25               | 17               | 28               | 24               | 54               | 85               | 76               | 65               | 48               | 28               | 21               | 25               |                  |
| Середньомісячна швидкість вітру, м/с          | 3.90             | 3.90             | 4.01             | 4.30             | 4.50             | 4.00             | 3.50             | 3.60             | 3.97             | 4.20             | 4.00             | 3.90             |                  |
| Середньомісячна сонячна радіація, кДж/м²·день | 3940             | 7295             | 12646            | 17127            | 20380            | 21475            | 22027            | 18594            | 12880            | 7719             | 4080             | 3054             |                  |
| --------------------------------------------- | ---------------- | ---------------- | ---------------- | ---------------- | ---------------- | ---------------- | ---------------- | ---------------- | ---------------- | ---------------- | ---------------- | ---------------- | ---------------- |
| Джерело:                                      |                  |                  |                  |                  |                  |                  |                  |                  |                  |                  |                  |                  |                  |